# روبن أكوا
روبن أكوا (من مواليد 3 نوفمبر 1996) هو لاعب كرة قدم غاني محترف يلعب كلاعب خط وسط دفاعي لصالح "Lokomotiva".